# Štětkovice
Štětkovice (německy Stietkowitz) jsou obec v okrese Příbram ve Středočeském kraji, asi 6 km východně od Sedlčan. Včetně částí Bořená Hora, Chrastava a Sedlečko v obci žije 349 obyvatel.

## Historie
První písemná zmínka o vesnici pochází z roku 1521.
Za druhé světové války se ves stala součástí vojenského cvičiště Zbraní SS Benešov a její obyvatelé se museli 1. dubna 1944 vystěhovat.

## Obyvatelstvo
| Rok            | 1869 | 1880 | 1890 | 1900 | 1910 | 1921 | 1930 | 1950 | 1961 | 1970 | 1980 | 1991 | 2001 | 2011 | 2021 |
| -------------- | ---- | ---- | ---- | ---- | ---- | ---- | ---- | ---- | ---- | ---- | ---- | ---- | ---- | ---- | ---- |
| Počet obyvatel | 175  | 190  | 204  | 182  | 193  | 207  | 175  | 132  | 126  | 138  | 147  | 157  | 134  | 233  | 247  |
| Počet domů     | 21   | 21   | 21   | 25   | 26   | 26   | 30   | 34   | 66   | 33   | 36   | 52   | 32   | 69   | 76   |

## Obecní správa

### Části obce
- Bořená Hora (k. ú. Štětkovice)
- Chrastava (k. ú. Štětkovice)
- Sedlečko (k. ú. Štětkovice)
- Štětkovice (k. ú. Štětkovice)

Součástí obce je také základní sídelní jednotka Štětkovice-u nádraží. K obci patří také samoty Ovčín a Sychrov.
Sousedními obcemi sídla jsou Vojkov, Prosenická Lhota a Kosova Hora.

### Územněsprávní začlenění
Dějiny územněsprávního začleňování zahrnují období od roku 1850 do současnosti. V chronologickém přehledu je uvedena územně administrativní příslušnost obce v roce, kdy ke změně došlo:
- 1850 země česká, kraj České Budějovice, politický okres Votice, soudní okres Sedlčany, obec Kosova Hora[7]
- 1855 země česká, kraj Tábor, soudní okres Sedlčany, obec Kosova Hora
- 1868 země česká, politický i soudní okres Sedlčany, obec Kosova Hora
- 1930 země česká, politický i soudní okres Sedlčany[8]
- 1939 země česká, Oberlandrat Tábor, politický i soudní okres Sedlčany[9]
- 1942 země česká, Oberlandrat Praha, politický i soudní okres Sedlčany[10]
- 1945 země česká, správní i soudní okres Sedlčany[11]
- 1949 Pražský kraj, okres Sedlčany[12]
- 1960 Středočeský kraj, okres Příbram
- 2003 Středočeský kraj, okres Příbram, obec s rozšířenou působností Sedlčany

### Obecní symboly
Znak a vlajka byly obci uděleny rozhodnutím předsedy Poslanecké sněmovny Parlamentu České republiky dne 18. dubna 2014.

## Doprava

### Dopravní síť
Do obce vedou silnice III. třídy.

### Autobusová doprava 2024
Autobusovou dopravu v obci Štětkovice zajišťují společnosti Arriva Střední Čechy a ČSAD Benešov. Obec je součástí Pražské integrované dopravy (PID). V obci se nachází zastávka Štětkovice. V ostatní místních částech se nacházejí zastávky Štětkovice,Chrastava a Štětkovice,Sedlečko. V Bořené Hoře se autobusová zastávka nenachází. Obec obsluhuje autobusová linka 518 a Sedlečko linka 519. Linka 518 propojuje Sedlčany s Kosovou Horou, Štětkovicemi, Prosenickou Lhotou a Hořeticemi. Autobusy linky 519 spojují Sedlčany, Kosovu Horu, Sedlečko, Vojkov a Votice.

### Železniční doprava 2024
Územím obce prochází jednokolejná regionální železniční trať 223 Olbramovice–Sedlčany, která byla uvedena do provozu v roce 1894. Nedaleko obce, v místní části Sedlečko, se nachází železniční stanice Štětkovice, kde zastavují osobní vlaky linky S98. Tyto vlaky, provozované společností České dráhy, jezdí z Benešova u Prahy přes Olbramovice a pokračují dále do Sedlčan.

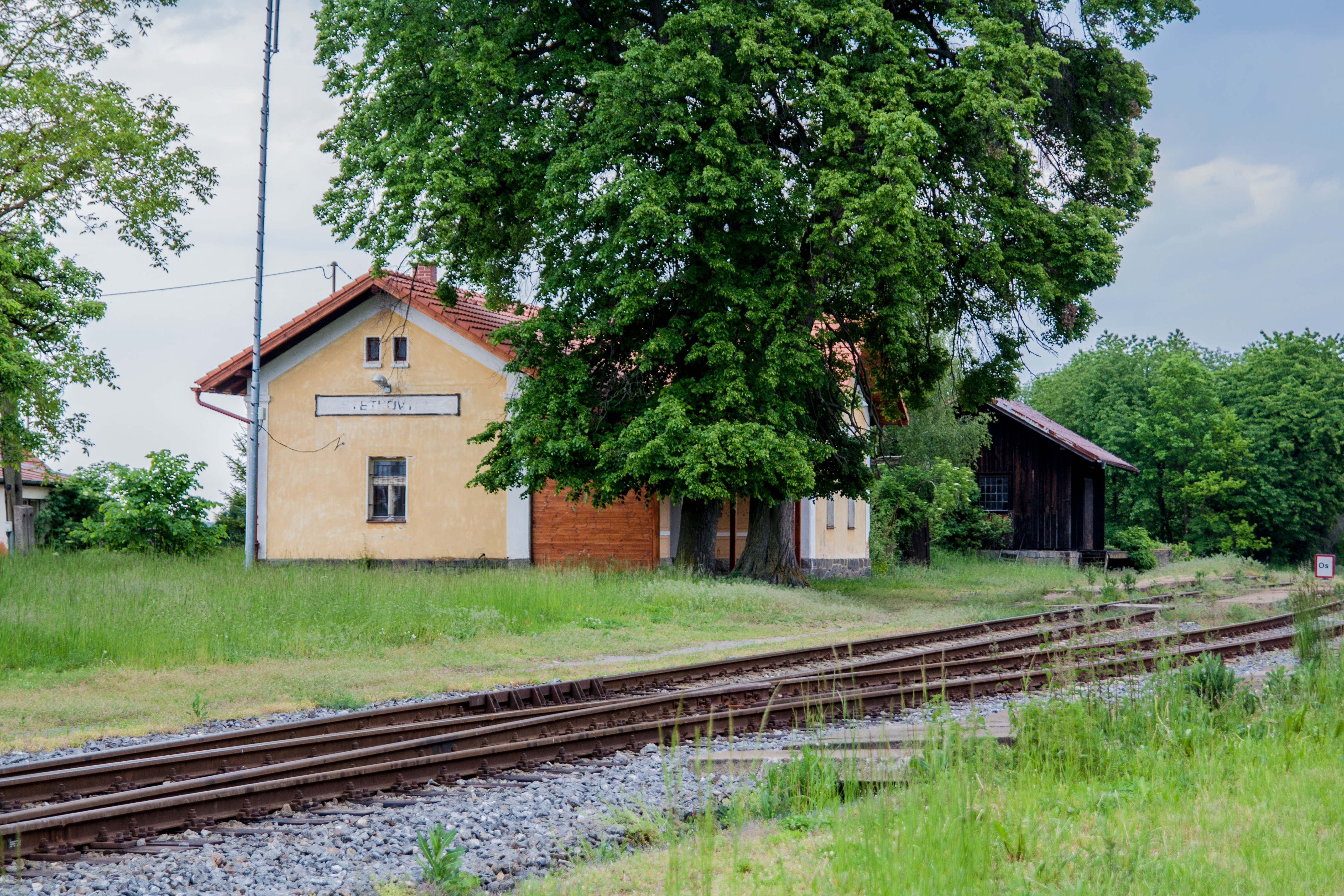
Nádraží

## Turistika
Území obce vedou cyklotrasy č. 11 Praha – Neveklov – Štětkovice – Sedlec-Prčice – Tábor a č. 8132 Osečany – Prosenická Lhota – Štětkovice – Vojkov.

## Společnost

### Rok 1932
V obci Štětkovice (přísl. Bořena Hora, Chrastava, Sedlečko, 280 obyvatel, poštovní úřad, telegrafní úřad) byly v roce 1932 evidovány tyto živnosti a obchody: 2 hostince, krejčí, lihovar, řezník, 2 obchody se smíšeným zbožím, 2 trafiky, velkostatek.

## Pamětihodnosti
- Na severozápadním okraji vesnice se nachází památkově chráněný štětkovický zámek založeného v 17. století.
- Druhou kulturní památkou je dvojice soch svatého Jana Nepomuckého a svatého Antonína Paduánského u rybníka.
- V těsném sousedství soch stojí kamenná zvonice.
- Na návsi u rybníka stojí kaple s obdélným půdorysem.

## Pověst
Pověst se vztahuje ke kamennému kříži, z roku 1884, který se nachází poblíž Sedlečka, u cesty vedoucí z Vojkova do Štětkovic. Sedlák Musil ze Štětkovic se v podvečer rozhodl, že se druhý den časně ráno vydá s čeledínem do mlýna. Ráno sedlák zaspal, takže na cestu se vydali později, než měl sedlák v úmyslu. Ve mlýně už byla spousta čekajících. Sedlák se sice snažil mlynáře přemluvit, zda by ho nevzal přednostně, ale nepochodil. Semleto měl až k večeru. Sice se hned se vydali na zpáteční cestu, ale k Sedlečku dojeli už za svitu měsíce. Čeledín si první všiml ženské postavy sedící u kříže. Žena byla oblečená v bílých šatech a nehnutě si četla v knize. Oba přidali do kroku. Něco je na té nehnuté postavě děsilo. Po chvíli se čeledín ptal hospodáře, zda si také všiml, že byla samotná, v noci, daleko od vsi a že si čte tak pozorně, že ani nevnímá, co se okolo děje. Sedlák čeledínovi přisvědčil a doplnil, že i jej zarazilo, jak může někdo v noci vidět bez světla na písmenka v knize. Když se oba otočili, tajemnou postavu u kříže již neviděli.

## Galerie

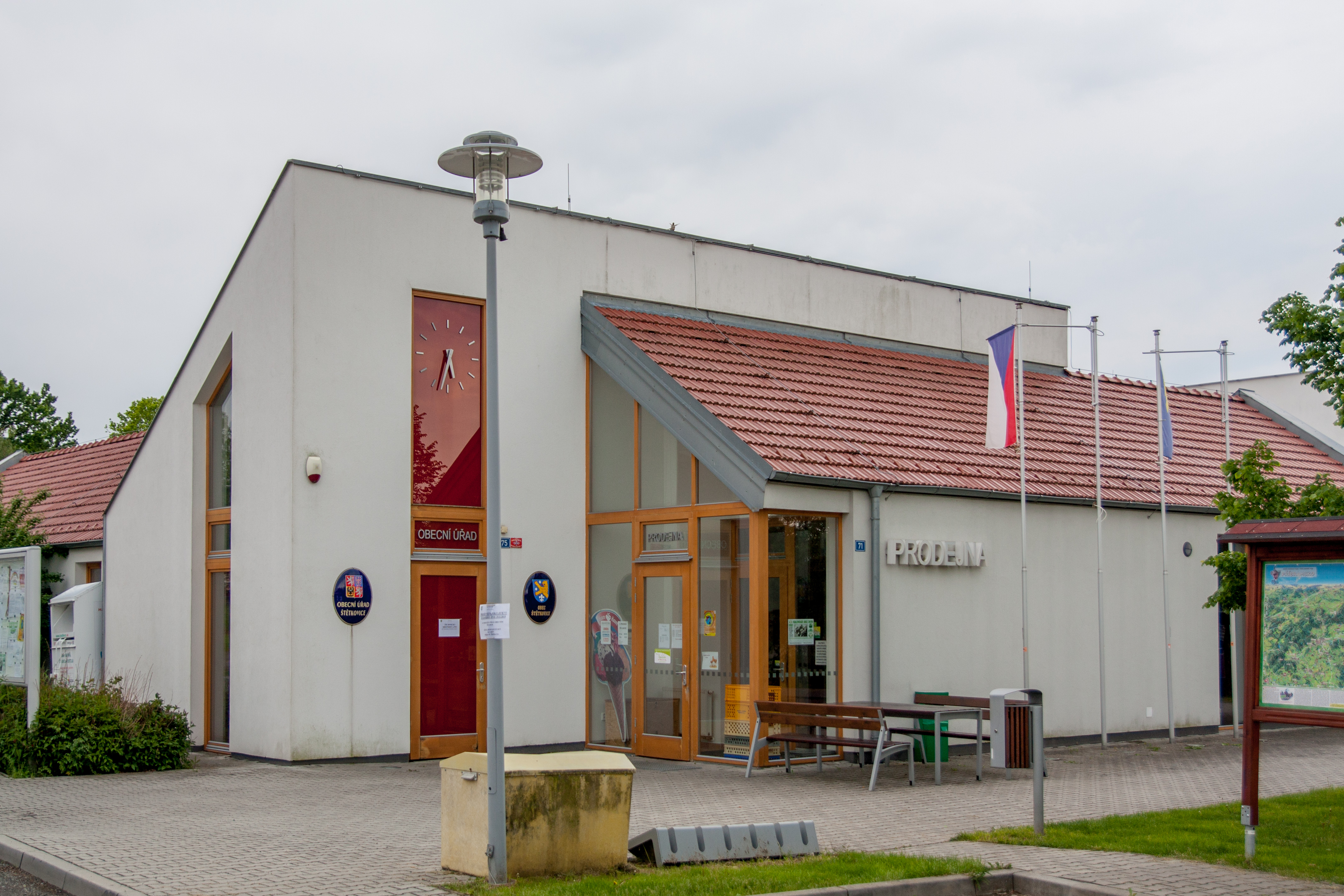
Obecní úřad
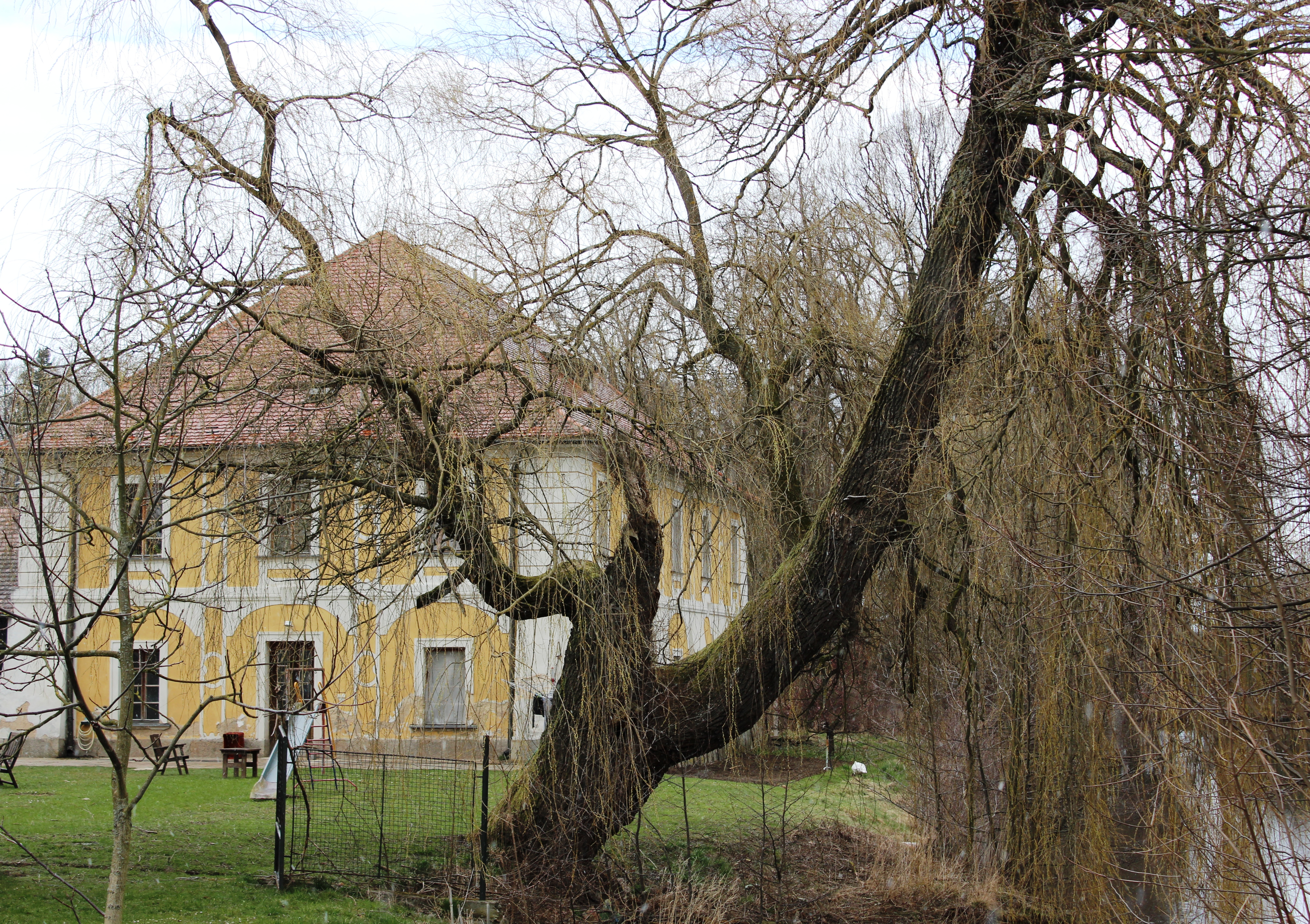
Zámek
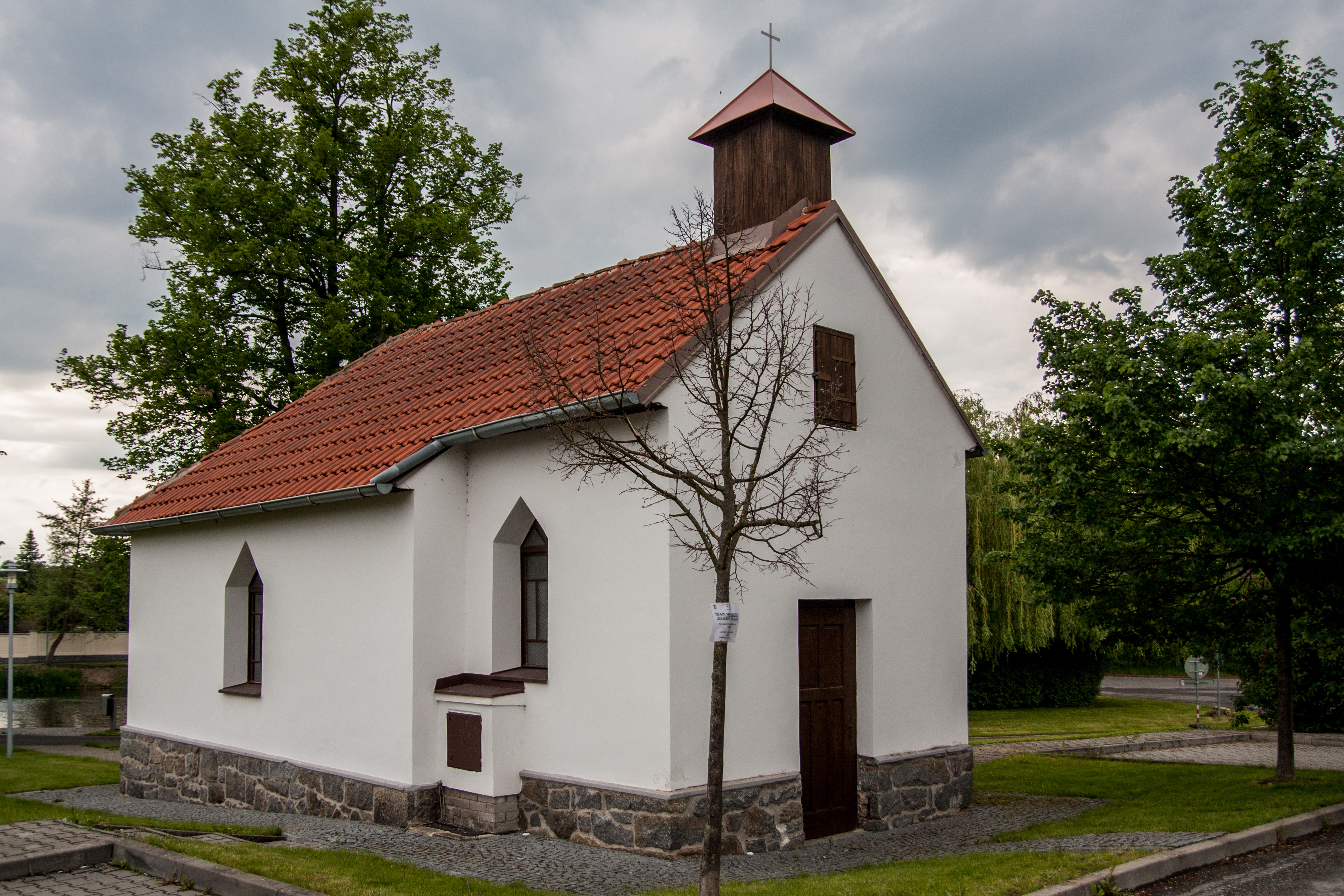
Návesní kaple
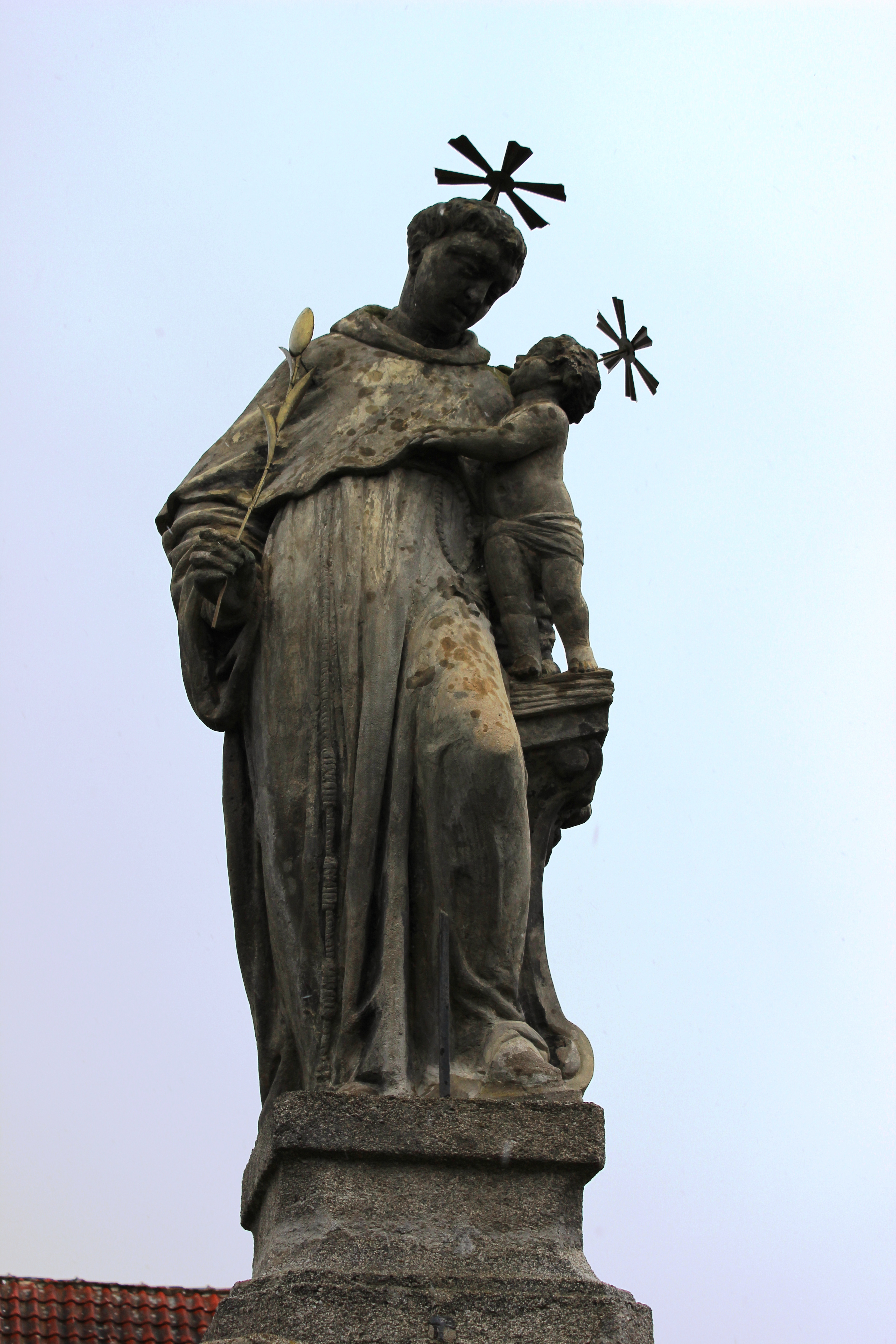
Socha svatého Antonína Paduánského
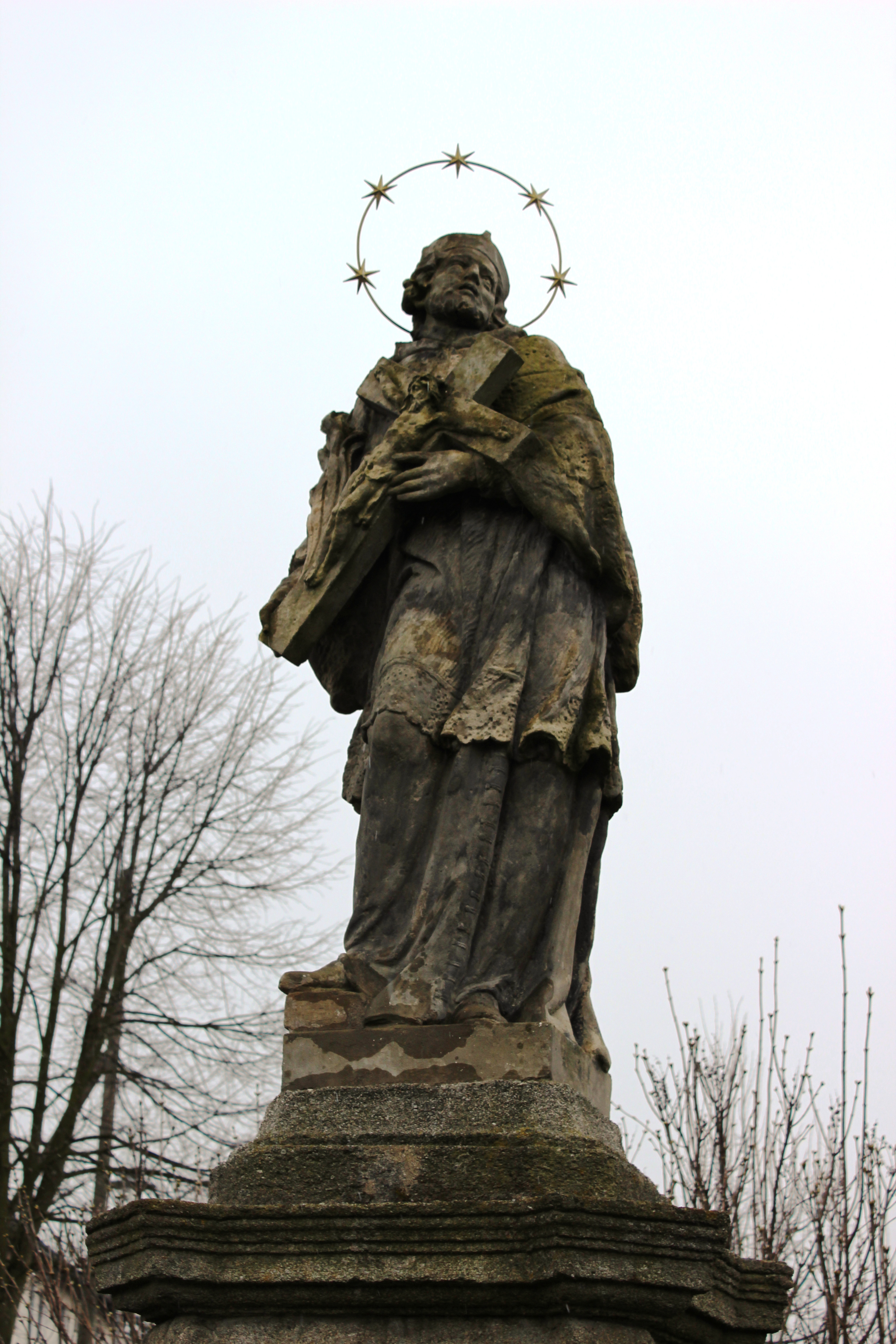
Socha svatého Jana Nepomuckého
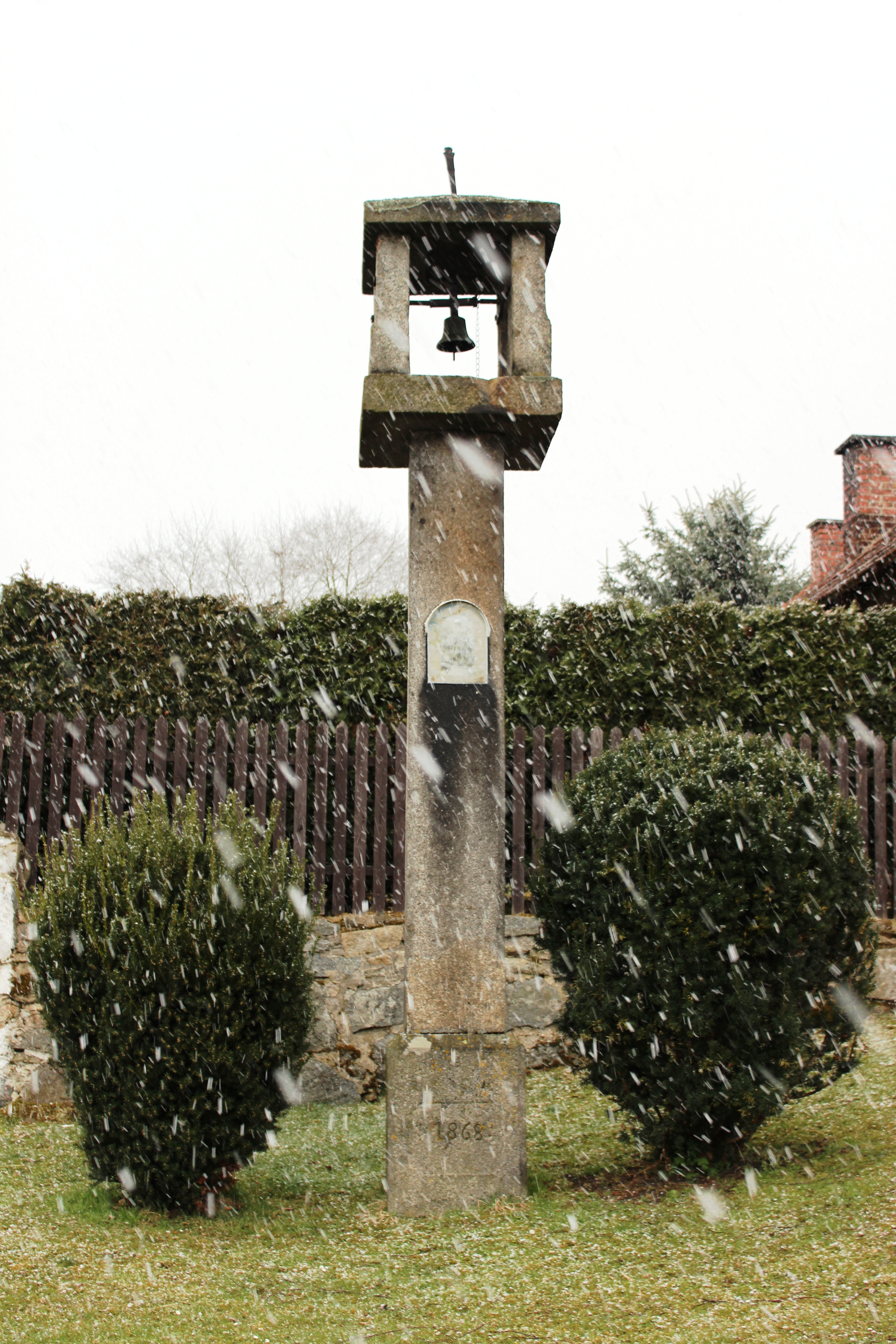
Zvonička